# Maisons, Calvados
Maisons är en kommun i departementet Calvados i regionen Normandie i norra Frankrike. Kommunen ligger i kantonen Trévières som ligger i arrondissementet Bayeux. År 2022 hade Maisons 430 invånare.

## Befolkningsutveckling
Antalet invånare i kommunen Maisons
Referens: INSEE